# História da Albânia
O nome Albânia deriva de uma tribo, os Albanoi, antepassados dos Albaneses atuais. Shqiperia é o nome do país em albanês.

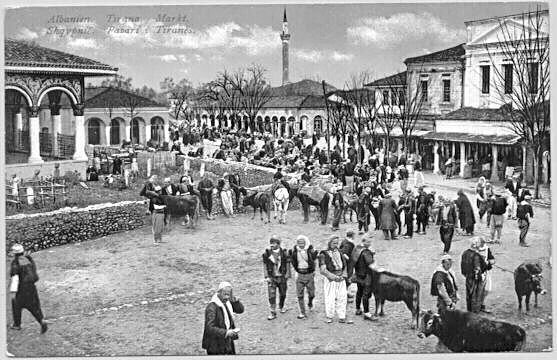
Um postal retratando Tirana em 1902.

A Albânia tem origem no antigo Reino da Ilíria. Conquistada pelos romanos em 168 a.C., é incorporada ao Império Bizantino em 395. No século XV cai em poder dos turcos otomanos, que convertem a população ao islamismo e adotam uma política despótica, despertando o nacionalismo albanês, duramente reprimido.
Antes do século XX, a Albânia foi sempre dominada por estrangeiros, excepto entre 1443 e 1478, durante a revolta contra o Império Otomano. A Albânia declarou sua independência durante a Primeira Guerra dos Bálcãs, em 1912 e permaneceu independente após a Primeira Grande Guerra em grande parte devido à intervenção do Presidente Americano Woodrow Wilson na Conferência de Paz de Paris (1919).
Em 1939, a Itália, sob comando de Benito Mussolini, anexa a Albânia. Com o render das tropas italianas em 1943, durante a Segunda Guerra Mundial, tropas germânicas ocuparam o país. Guerrilheiros, incluindo os da comunista Frente Libertação Nacional (FLN), ganharam o controle em 1944, após a retirada dos alemães. Desde a intervenção dos comunistas da Jugoslávia na criação do Partido Comunista Albanês do Operariado em Novembro de 1941, o regime da FLN, liderado por Enver Hoxha, tornou-se num satélite virtual juguslavo até ao rompimento entre Tito e Stalin em 1948. Consequentemente, o comunismo linha-dura começou a ter dificuldades crescentes com a União Soviética sob o comando de Nikita Khrushchov, tendo seu ápice em 1961 quando os líderes soviéticos abertamente denunciaram a Albânia em um congresso de partido. Os dois estados quebraram relações diplomáticas naquele ano; entretanto, a Albânia continuou membro nominal do Pacto de Varsóvia até a invasão da Checoslováquia em 1968.

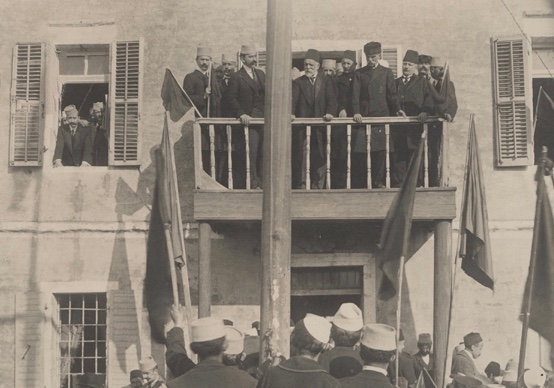
Declaração da Independência, em 28 de Novembro de 1912 em Vlora

Em 1945, uma missão não oficial dos Estados Unidos foi enviada à Albânia para estudar a possibilidade de estabelecer relações com o regime. Entretanto, o regime negou-se a reconhecer a validade dos tratados pré-guerra, aumentando as hostilidades com a missão americana até a sua retirada em novembro de 1946. O governo dos EUA não manteve contato com o governo da Albânia entre 1946 e 1990.
Durante os anos 1960, a República Popular da China emergiu como leal aliada da Albânia e fonte primária de assistência econômica e militar. Entretanto, esse relacionamento próximo caiu em 1970, quando a China decidiu introduzir algumas reformas de mercado e procurar uma reaproximação com os EUA. Depois de anos de relações sólidas, a ruptura aberta veio em 1978, quando o governo chinês terminou seu programa de ajuda e cortou todo o comércio. O embargo econômico de outros países resultou na ruína financeira para a Albânia.
Por volta de 1990, mudanças em todos os lugares do bloco comunista começaram a influenciar o pensamento na Albânia. O governo começou a procurar laços com o Ocidente para melhorar as condições econômicas no país. A Assembleia do Povo aprovou uma constituição interina em abril de 1991. Governos de curta duração.
Introduziram reformas democráticas iniciais no decorrer de 1991. Em 1992, o vitorioso Partido Democrata sob o governo do presidente Sali Berisha começou um programa mais deliberado de reformas econômicas e democráticas. O progresso parou em 1995, resultando em um declínio da confiança pública no governo e uma crise econômica encorajou a proliferação e colapso de muitos esquemas financeiros. A crise de autoridade no começo de 1997 alarmou o mundo, trazendo intensa mediação e pressão internacionais. Eleições antecipadas realizadas em junho de 1997 trouxeram à vitória uma coalizão de partidos liderados por socialistas. Os observadores internacionais julgaram as eleições legislativas em 2001 aceitáveis e um passo em direção ao desenvolvimento democrático, mas identificaram sérias deficiências que devem ser sanadas com reformas no código eleitoral albanês.
Em 2009, a Albânia (juntamente com a Croácia), tornaram-se membros da OTAN.

## Pré-história
Os Ilírios surgem da presença Indo-Europeia do lado oeste dos balcãs. A sua formação pode ser assumida como coincidente com o início da Idade do Ferro nos Balcãs, no primeiro milénio antes de Cristo.
Os arqueologistas associam os Ilírios com a cultura de Hallstatt, um povo da Idade do Ferro conhecida pela sua produção de ferro, espadas em bronze com punhos em forma de asas, e pela domesticação de cavalos.
É importante delinear as tribos Ilírias do Pelo-Balcãs no sentido estrito linguístico, mas áreas incluídas sob os "Ilírios" da Idade do Ferro nos Balcãs incluem a área dos rios Sava, Danúbio e o Morava até ao Mar Adriático e as Montanhas Shar.

## Antiguidade

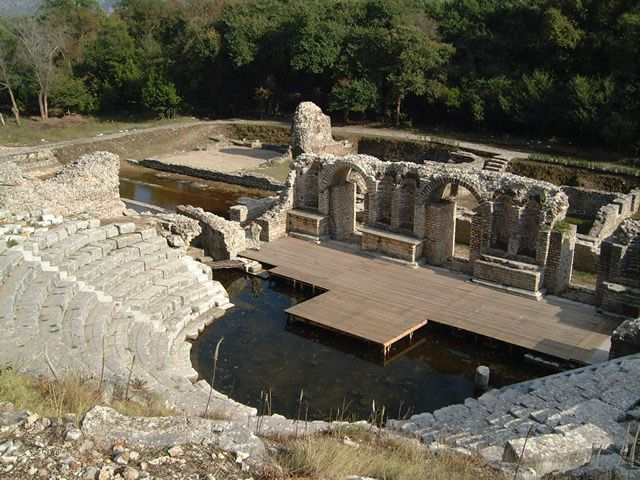
Butrint, Zona de Herança Mundial pela UNESCO

### Colónias gregas
Com início no século VII foram estabelecidas colónias na costa Ilíria, sendo as mais importantes as colónias de Apolônia, Avlona (atualmente Vlorë), Epidamno (atualmente Durrës), e Lisso (atualmente Lezhë). A redescoberta da cidade Grega de Butroto (actualmente Butrint) é provavelmente mais significativo hoje em dia do que quando Júlio César a utilizou como depósito de provisões para as suas tropas durante as suas campanhas no Século I a.C.. Na época não era um local importante, na sombra de Apolônia e Epidamno.

### Ilírios
Na antiguidade, o território da Albânia era sobretudo habitado por povos Ilírios, que, tal como outros povos antigos, estavam subdivididos em tribos e clãs. A região encontrava-se igualmente habitada por bríges, e por caônios, um povo grego da Antiguidade.
No Século IV a.C. o rei Ilírio Bardílis I uniu várias tribos Ilírias e entrou em conflito com os macedónios a sudeste, mas foi derrotado. Bardílis foi sucedido por Grabos e depois por Bardílis II, e depois por Cleito o Ilírio, que foi derrotado por Alexandre o Grande. Em 229 a.C., a Rainha Teuta dos ardieus enfrentou os Romanos, iniciando a Primeira Guerra Ilíria, a primeira das Guerras Ilírias que resultaram em derrota e no fim da independência Ilíria (por volta de 168 a.C.), quando o rei Gêncio foi derrotado por um exército Romano.